# Rue Bailly
Rue Bailly je ulice v Paříži v historické čtvrti Marais. Nachází se ve 3. obvodu.

## Poloha
Ulice ve tvaru písmene „L“ vede od křižovatky s ulicí Rue Réaumur a končí na křižovatce s Rue Beaubourg.

## Historie
Před proražením ulic Rue de Turbigo a Rue Réaumur tvořily tuto ulici od konce 18. století dvě ulice na sebe kolmé. Původní Rue Bailly, která dnes tvoří východo-západní část dnešní ulice, a Rue du Vieux-Marché-Saint-Martin (severo-jižní část ulice). Obě ulice byly spojeny v roce 1878 pod názvem Rue Bailly. Její název je odvozen od pojmu bailli, který znamenal vyššího správce (v tomto případě kláštera Saint-Martin-des-Champs).